# Symbiont
Als Symbiont bezeichnet man meist die kleinere der beiden an einer Symbiose beteiligten Arten. Den Lebenspartner mit dem größeren Körper nennt man auch Wirt. Gelegentlich werden beide an der Symbiose beteiligten Partner Symbiont genannt, unabhängig von der Größe.
Als Endosymbionten werden Symbionten bezeichnet, die – intrazellulär (als Endocytobionten, s. u.) oder extrazellulär – im Innern ihres Wirtes leben. Cyanobionten sind in Symbiose lebende Cyanobakterien.
Beispielsweise sind zahlreiche Bakterienfamilien als Symbionten bei Wirbeltieren bekannt, die insbesondere auf der Haut, den Schleimhäuten und im Darmlumen ihres Wirtes vorkommen; so besitzt ein erwachsener Mensch insgesamt etwa 100 Milliarden endosymbiontische Bakterien mit einem Gesamtgewicht von ca. 2 kg.
Endocytobionten sind Organismen (etwa Bakterien oder Viren), die in den Zellen anderer Organismen leben bzw. sich dort vermehren (intrazellulär symbiotisch oder parasitär). Entsprechende Begriffsbildungen sind Parabiont und Epibiont (mit Spezialfall Epiphyt; der Symbiosepartner wird dann Phorophyt, „Trägerpflanze“, genannt), siehe Parabiose.
Obligate Symbionten, Epibionten etc. sind im Gegensatz zu fakultativen auf die Symbiose angewiesen, ohne die sie nicht leben können (vgl. obligate Parasiten).